# Jens Wahlstedt
Jens Ernst Wahlstedt, född 2 mars 1935 i Västerås, död 2 augusti 2020 i Solna distrikt, Stockholms län, var en svensk författare med stort naturintresse.
Han var Världsnaturfondens (WWF) svenske generalsekreterare åren 1983–1995  och har även varit ordförande i Sveriges ornitologiska förening, Svenska polarklubben samt Riksmusei vänner. Wahlstedt författade ett dussintal böcker, och medverkade i många andra. Han var även anlitad som föreläsare och reseledare.
Wahlstedt gav under 00-talet ut tre böcker där han letade fram, valde ut och kommenterade skolplanscher från första halvan av 1900-talet. Recensenten Dick Harrison skriver "... en bok att fröjdas åt ... allt som allt utgör dessa planscher ett fantastiskt mentalitets- och pedagogikhistoriska källmaterial ... att bläddra i Wahlstedts sammanställning är, med andra ord, som att gå på upptäcktsfärd i äldre generationers universum ..."
Jens Wahlstedt är begravd på Ulriksdals begravningsplats.